# Eugenia Sacerdote de Lustig
 Eugenia Sacerdote de Lustig  (Torí, 9 de novembre de 1910 - Buenos Aires, 27 de novembre de 2011) fou una metgessa italo-argentina. Va ser la primera a provar la vacuna poliomielítica a l'Argentina. Sacerdote va publicar més de 180 estudis.

## Carrera científica
El 1929 va iniciar els estudis de medicina a Itàlia el 1929, època en la qual les dones encara no cursaven aquesta carrera. Al costat de la seva cosina-germana Rita Levi-Montalcini va ser una de les quatre dones que ho van fer. Durant la carrera va trobar-se amb entrebancs, però així i tot, va ser seleccionada juntament amb tres persones més com a ajudant del professor Giuseppe Levi de la càtedra d'histologia a la Universitat de Torí. La presa de poder del feixisme la va conduir el 1939 a emigrar amb el seu marit i la seva filla a l'Argentina. A la càtedra d'Histologia de la Universitat de Buenos Aires va començar a utilitzar el cultiu de cèl·lules vives in vitro, una tècnica que permet l'estudi de diferents tipus de virus i tumors.
En produir-se l'epidèmia de poliomelitis va ser enviada per l'Organització Mundial de la Salut als Estats Units per interioritzar-se sobre el treball del professor Jonas Salk. Quan va retornar a l'Argentina, es va inocular en públic i va fer el mateix amb els seus fills per convèncer a la població dels beneficis de la vacuna contra la poliomielitis.
Des de 1989 també va investigar sobre l'acció dels radicals lliures i l'estrès oxidatiu en pacients vius d'Alzheimer, demència vascular i Parkinson, ampliant els coneixements bàsics de les malalties neurològiques.
Va ser investigadora del CONICET i cap de Virologia de l'Institut Malbrán. Va estudiar durant més de 40 anys les cèl·lules tumorals a l'Institut d'Oncologia Ángel H. Roffo. Va ser treballant en el laboratori ben entrats els 80 anys fins que la ceguesa li va impedir continuar la seva tasca d'investigació.
La suma de comunicacions de les investigacions d'Eugenia Sacerdote de Lustig a l'Institut d'Oncologia Ángel H. Roffo, a l'Institut Malbrán i al CONICET va superar les 180 publicacions científiques.

## Premis obtinguts
- 1967 - Premi "Dona de l'Any de Ciències".
- 1977 - Premi A. Noceti i A. Tiscornia de l'Acadèmia Nacional de Medicina Argentina.
- 1978 - Premi Benjamín Ceriani per la Societat de Cirurgia Toràcica.
- 1979 - Premi atorgat per la Societat de Citologia.
- 1983 - Diploma al Mèrit en Genètica i Citologia de la Fundació Konex.
- 1984 - Premi Baró atorgat pel LALCEC.
- 1988 - Premi Alicia Moreau de Justo.
- 1991 - Premi José Manuel Estrada atorgat per l'arquebisbat de Buenos Aires.
- 1991 - Premio Trèvol de Plata pel Rotary International.
- 1992 - Premi Hipòcrates a la Medicina atorgat per l'Acadèmia Nacional de Medicina Argentina.
- 1994 - Premi Anual QUALITAS Professor Doctor Braulio A. Moyano. Tema: Alteracions cerebrals en la tercera edat. Treball: Diagnóstico y marcadores periféricos en demencias tipo Alzheimer y vascular. Superóxido dismutasa en pacientes y familiares Atorgat per Qualitas Mèdica i l'Acadèmia Nacional de Medicina Argentina.
- 2001 - Premi Anual QUALITAS Prof. Dr. Osvaldo Fustinoni. Tema: Avenços en geriatria. Treball: Nuevos aportes en neurogeriatría - El impacto de los años - Valoración de la marcha/equilibrio y del estrés oxidativo asociados a patologías neurológicas en la edad avanzada. Atorgat per Qualitas Mèdica i l'Acadèmia Nacional de Medicina Argentina.
- 2003 - Menció especial en Ciència i Tecnologia de la Fundació Konex.
- 2004 - "Ciutadana il·lustre de la Ciutat de Buenos Aires", atorgada pel Govern de la Ciutat de Buenos Aires.
- 2011 - "Medalla Commemorativa del* 2011 - "Medalla Conmemorativa del Bicentenario de la Revolución de Mayo 1810-2010", otorgada por el Senado de la Nación Argentina, por su trayectoria científica. Bicentenari de la Revolució de Maig 1810-2010", atorgada pel Senat de la Nació Argentina, per la seva trajectòria científica.